# Limnonectes macrodon
Limnonectes macrodon är en groddjursart som först beskrevs av Duméril och Gabriel Bibron 1841.  Limnonectes macrodon ingår i släktet Limnonectes och familjen Dicroglossidae. IUCN kategoriserar arten globalt som sårbar. Inga underarter finns listade i Catalogue of Life.